# Спинномозкове ядро трійчастого нерва

Спинномозкове ядро трійчастого нерва (позначене синім та з приміткою Vs)

Спинномозкове (спінальне) ядро трійчастого нерва (лат. nucleus spinalis nervi trigemini) – одне з чутливих ядер трійчастого нерва. Це ядро простягається вздовж довгастого мозку (розпочинається нижче головного ядра трійчастого нерва (лат. nucleus principalis nervi trigemini) і закінчується на рівні C2-C3 шийного сегменту спинного мозку. На цьому рівні воно переходить в задній ріг спинного мозку. Власне при мікроскопічних дослідженнях було встановлено, що шари ядра мають схожу цитоархітектонічну будову з пластинками заднього рогу. В спінальному ядрі розрізняють три під'ядра:
- каудальне під'ядро (лат. subnucleus caudalis), яке закінчується в спинному мозку
- інтерполярне під'ядро (лат. subnucleus interpolaris)
- оральне ядро (лат. subnucleus oralis), розташоване найближче до головного ядра

Спінальне ядро сприймає больові та температурні подразнення. Різні частини ядра сприймають інформацію від різних топографічних ділянок обличчя. Оральна частина відповідає за ротову порожнину. Каудальна – шкіру обличчя, при цьому більш ростральні (ближче до кінцевого мозку) сприймають інформацію від центральних ділянок обличчя, а більш каудальні (ближче до спинного мозку) – інформацію з периферії обличчя. Ці зони мають вигляд підков і називаються зонами Зельдера. Те, що є між ними – зона проміжної частини. Воно складається з нейронів, чиї дендрити прямують до первинних нейронів в трійчастому вузлі, а аксони прямують в ЦНС. Також до спінального ядра надходить тактильна інформація від лицевого, язико-глоткового, блукаючого нервів. 